# Bullion (hop)
Bullion is een hopvariëteit, gebruikt voor het brouwen van bier.
Deze hopvariëteit is een “bitterhop”, bij het bierbrouwen voornamelijk gebruikt voor zijn bittereigenschappen. Dit is samen met Brewer's Gold een van de eerste variëteiten ontwikkeld door Professor Salmon in het Wye Agriculture College te Kent rond 1919 en werd op de markt gebracht in de jaren dertig.

## Kenmerken
- Alfazuur: 6 – 9%
- Bètazuur: 5 – 6%
- Eigenschappen: aroma van zwarte bessen en een kruidige bitterheid